# Бурова сталь
Бурова́ ста́ль (рос. буровая сталь, англ. drill steel, hollow steel, нім. Bohrstahl) — сталь для виготовлення бурових штанг та бурів для ударно-обертового буріння шпурів і свердловин, а також для обертального буріння шпурів електросвердлами.
Бурова сталь — це гарячекатаний фасонний профіль, використовується в основному для виготовлення бурових інструментів, бурових штанг.